# Юханссон, Карл (футболист, 1994)
Карл Андерс Лоренц Юханссон (швед. Carl Anders Lorentz Johansson; род. 23 мая 1994, Лунд, Мальмёхус) — шведский футболист, защитник клуба «Гётеборг».

## Клубная карьера
Начинал заниматься футболом в клубе «Хёэр» в пятилетнем возрасте. В 2009 году прошёл просмотр в академии «Хельсингборг», с которым в результате подписал молодёжный контракт. В 2013 году провёл девять матчей за команду академии клуба во втором шведском дивизионе. 29 сентября 2013 года дебютировал за основу «Хельсингборга» в матче чемпионата Швеции с «Эльфсборгом», появившись на поле в стартовом составе. Весной 2014 года клуб дошёл до финала кубка страны. В решающем матче с «Эльфсборгом» Юханссон провёл все 90 минут, а соперник одержал победу с минимальным счётом.
30 ноября 2018 года перешёл в «Фалькенберг», подписав с клубом двухлетний контракт. Впервые  в заявку нового клуба попал 17 февраля 2019 года на матч группового этапа кубка Швеции с «Эстером», но на поле не появился. Дебютировал в составе клуба в Алльсвенскане 30 марта во встрече первого тура с «Эребру».
15 декабря 2020 года стал игроком «Гётеборга», с которым заключил трёхлетнее соглашение. Первую игру в составе «сине-белых» провёл 20 февраля в кубковой встрече с «Сандвикеном». На 75-й минуте встречи он забил гол, благодаря чему принёс своей команде победу со счётом 4:3.

## Карьера в сборной
В составе юношеской сборной провёл три товарищеских матча. 5 июня 2014 года дебютировал за молодёжную сборную Швеции в товарищеской встрече против Исландии, появившись на поле на 86-й минуте вместо Джозефа Баффо.

## Достижения
Хельсингборг:
- Финалист кубка Швеции: 2013/14
- Победитель Суперэттана: 2018

## Клубная статистика
| Выступление              | Выступление      | Выступление      | Лига | Лига | Кубки | Кубки | Конт. кубки | Конт. кубки | Итого | Итого |
| Клуб                     | Лига             | Сезон            | Игры | Голы | Игры  | Голы  | Игры        | Голы        | Игры  | Голы  |
| ------------------------ | ---------------- | ---------------- | ---- | ---- | ----- | ----- | ----------- | ----------- | ----- | ----- |
| Хельсингборг             | Алльсвенскан     | 2013             | 3    | 0    | 0     | 0     | 0           | 0           | 3     | 0     |
| Хельсингборг             | Алльсвенскан     | 2014             | 12   | 0    | 5     | 0     | 0           | 0           | 17    | 0     |
| Хельсингборг             | Алльсвенскан     | 2015             | 16   | 1    | 5     | 0     | 0           | 0           | 21    | 1     |
| Хельсингборг             | Алльсвенскан     | 2016             | 6    | 3    | 4     | 0     | 0           | 0           | 10    | 3     |
| Хельсингборг             | Суперэттан       | 2017             | 19   | 0    | 1     | 0     | 0           | 0           | 20    | 0     |
| Хельсингборг             | Суперэттан       | 2018             | 16   | 3    | 4     | 1     | 0           | 0           | 20    | 4     |
| Хельсингборг             | Итого            | Итого            | 72   | 7    | 19    | 1     | 0           | 0           | 91    | 8     |
| → Академия Хельсингборга | Дивизион 2       | 2013             | 9    | 0    | 0     | 0     | 0           | 0           | 9     | 0     |
| → Академия Хельсингборга | Итого            | Итого            | 9    | 0    | 0     | 0     | 0           | 0           | 9     | 0     |
| Фалькенберг              | Алльсвенскан     | 2019             | 24   | 1    | 1     | 0     | 0           | 0           | 25    | 1     |
| Фалькенберг              | Алльсвенскан     | 2020             | 29   | 3    | 3     | 0     | 0           | 0           | 32    | 3     |
| Фалькенберг              | Итого            | Итого            | 53   | 4    | 4     | 0     | 0           | 0           | 57    | 4     |
| Гётеборг                 | Алльсвенскан     | 2021             | 18   | 2    | 6     | 1     | 0           | 0           | 24    | 3     |
| Гётеборг                 | Итого            | Итого            | 18   | 2    | 6     | 1     | 0           | 0           | 24    | 3     |
| Всего за карьеру         | Всего за карьеру | Всего за карьеру | 152  | 13   | 29    | 2     | 0           | 0           | 181   | 15    |